# ذكرى تحرير سيناء

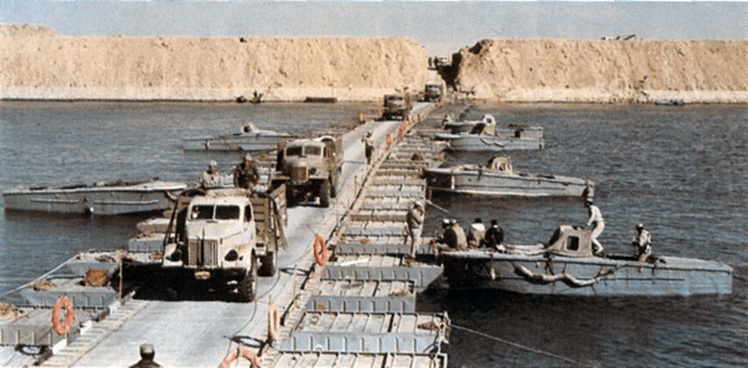
وحدات من الجيش المصري تعبر قناة السويس.

عيد تحرير سيناء أو ذكرى تحرير سيناء هو اليوم الموافق 25 أبريل من كل عام، وهو اليوم الذي استردت فيه مصر أرض سيناء بعد انسحاب آخر جندي إسرائيلي منها، وفقا لمعاهدة كامب ديفيد. وفيه تم استرداد كامل أرض سيناء ما عدا مدينة طابا التي استردت لاحقا بالتحكيم الدولي في 15 مارس 1989 م. وهذا اليوم عطلة رسمية للدوائر الرسمية والمصالح الحكومية المصرية. تم تحرير سيناء من الاحتلال الإسرائيلى في عام 1982 م واكتمل التحرير عندما رفع الرئيس المصري الأسبق محمد حسني مبارك علم مصر على طابا آخر بقعة تم تحريرها من الأرض المصرية في عام 1989.